# Mistrzostwa Świata w Lekkoatletyce 1983 – rzut dyskiem mężczyzn

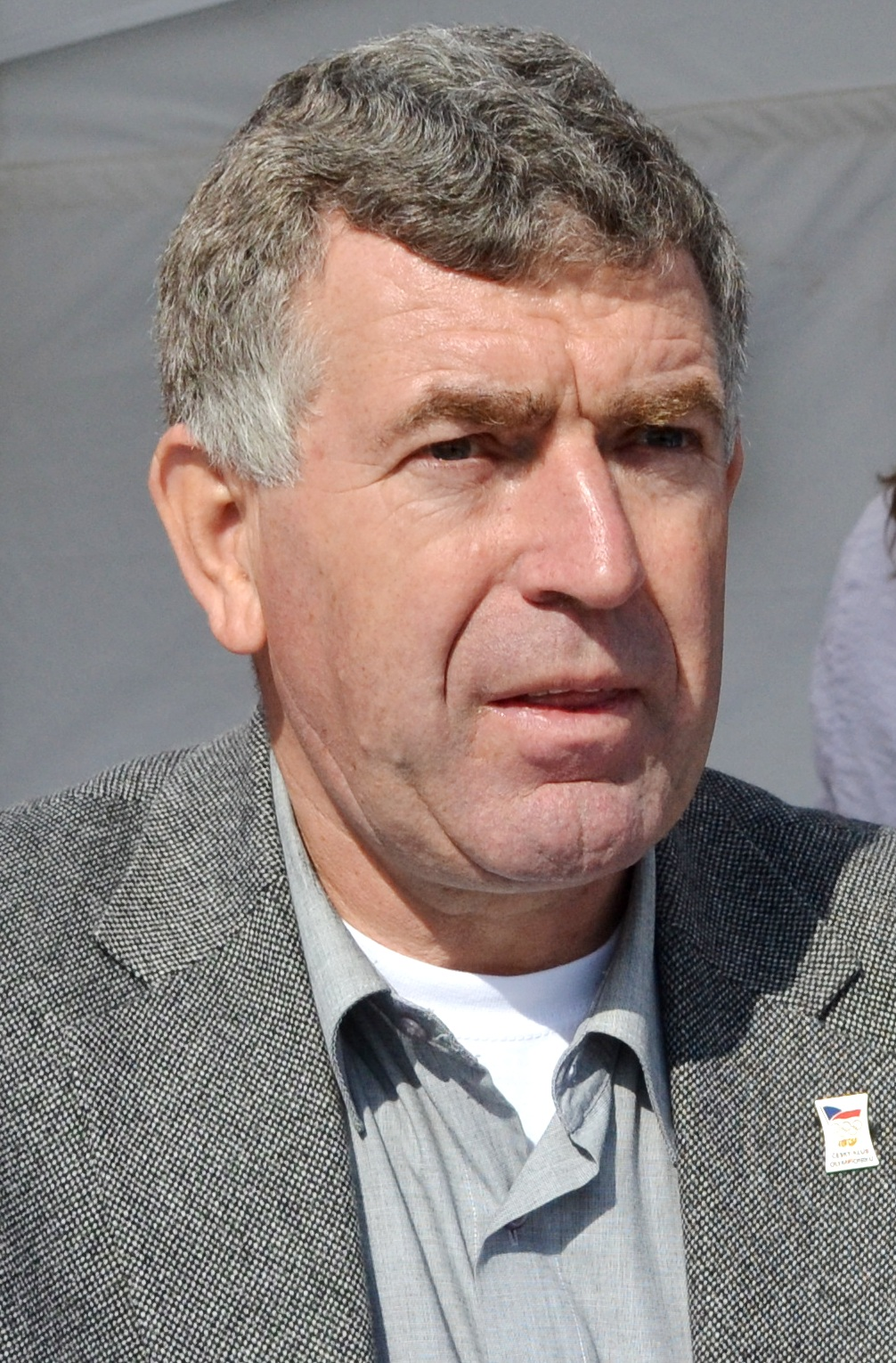
Mistrz świata Imrich Bugár

Rzut dyskiem mężczyzn – jedna z konkurencji technicznych rozgrywanych podczas lekkoatletycznych mistrzostw świata w 1983 na Stadionie Olimpijskim w Helsinkach.

## Terminarz
| Data        |              |
| ----------- | ------------ |
| 13 sierpnia | Kwalifikacje |
| 14 sierpnia | Finał        |

## Rekordy
|               | Zawodnik      | Wynik | Miejsce | Data              |
| ------------- | ------------- | ----- | ------- | ----------------- |
| Rekord świata | Jurij Dumczew | 71,86 | Moskwa  | 29 maja 1983(dts) |

## Wyniki

### Kwalifikacje
Zawodnicy startowali w dwóch grupach. Minimum kwalifikacyjne wynosiło 63,00 m. Do finału awansowali miotacze, którzy uzyskali minimum (Q) lub 12 zawodników z najlepszymi wynikami (q).
| Pozycja | Grupa | Zawodnik                   | Państwo           | #1    | #2    | #3    | Wynik | Uwagi |
| ------- | ----- | -------------------------- | ----------------- | ----- | ----- | ----- | ----- | ----- |
| 1       | B     | Imrich Bugár               | Czechosłowacja    | 62,28 | 65,00 | –     | 65,00 | Q     |
| 2       | A     | Luis Delís                 | Kuba              | 61,66 | 64,20 | –     | 64,20 | Q     |
| 3       | A     | Gejza Valent               | Czechosłowacja    | 59,38 | 63,98 | –     | 63,98 | Q     |
| 4       | B     | Ari Huumonen               | Finlandia         | 61,02 | 62,32 | 63,76 | 63,76 | Q     |
| 5       | A     | Gieorgij Kołnootczenko     | ZSRR              | x     | x     | 63,46 | 63,46 | Q     |
| 6       | B     | Jürgen Schult              | NRD               | 61,70 | 60,38 | 62,80 | 62,80 | q     |
| 7       | B     | Bradley Cooper             | Bahamy            | 62,72 | 60,84 | 57,84 | 62,72 | q     |
| 8       | A     | Mac Wilkins                | Stany Zjednoczone | x     | 57,48 | 62,58 | 62,58 | q     |
| 9       | A     | Ihor Duhineć               | ZSRR              | 60,56 | 61,98 | 62,42 | 62,42 | q     |
| 10      | B     | Art Burns                  | Stany Zjednoczone | 58,66 | 60,00 | 61,88 | 61,88 | q     |
| 11      | B     | Juan Martínez              | Kuba              | 59,36 | 60,92 | x     | 60,92 | q     |
| 12      | B     | Knut Hjeltnes              | Norwegia          | 58,42 | 60,10 | x     | 60,10 | q     |
| 13      | B     | Konstandinos Jeorjakopulos | Grecja            | 57,44 | 58,06 | 59,54 | 59,54 |       |
| 14      | A     | Rickard Bruch              | Szwecja           | 59,28 | x     | x     | 59,28 |       |
| 15      | A     | John Powell                | Stany Zjednoczone | x     | 58,96 | 56,24 | 58,96 |       |
| 15      | A     | Alwin Wagner               | RFN               | x     | x     | 58,96 | 58,96 |       |
| 17      | B     | Jurij Dumczew              | ZSRR              | 58,84 | x     | 56,66 | 58,84 |       |
| 18      | B     | Werner Hartmann            | RFN               | 53,92 | 58,48 | 56,52 | 58,48 |       |
| 19      | B     | Iosif Naghi                | Rumunia           | 57,58 | 58,34 | x     | 58,34 |       |
| 20      | A     | Robert Gray                | Kanada            | x     | 56,50 | 57,92 | 57,92 |       |
| 21      | A     | Ion Zamfirache             | Rumunia           | 57,54 | x     | x     | 57,54 |       |
| 22      | B     | Mohamed Naguib Hamed       | Egipt             | 56,62 | 56,38 | x     | 56,62 |       |
| 23      | A     | Øystein Bjørbæk            | Norwegia          | 54,78 | 52,58 | 55,40 | 55,40 |       |
| 24      | A     | Vésteinn Hafsteinsson      | Islandia          | x     | x     | 55,20 | 55,20 |       |
| 25      | A     | Li Weinan                  | Chiny             | 46,94 | 51,64 | 51,72 | 51,72 |       |
| 26      | B     | Adnan Houri                | Syria             | 46,50 | 46,60 | 48,34 | 48,34 |       |

### Finał
| Poz. | Zawodnik               | Państwo           | #1    | #2    | #3    | #4    | #5    | #6    | Wynik |
| ---- | ---------------------- | ----------------- | ----- | ----- | ----- | ----- | ----- | ----- | ----- |
| 01 ! | Imrich Bugár           | Czechosłowacja    | 67,48 | 67,72 | 61,76 | 67,14 | 66,94 | 65,58 | 67,72 |
| 02 ! | Luis Delís             | Kuba              | x     | 66,30 | 64,88 | x     | 67,36 | 66,48 | 67,36 |
| 03 ! | Gejza Valent           | Czechosłowacja    | 60,16 | x     | 63,42 | 66,08 | 64,94 | 65,90 | 66,08 |
| 4.   | Ari Huumonen           | Finlandia         | 63,56 | 65,44 | x     | 64,18 | 64,62 | 63,14 | 65,44 |
| 5.   | Jürgen Schult          | NRD               | 63,64 | 60,36 | x     | x     | 64,92 | 62,94 | 64,92 |
| 6.   | Gieorgij Kołnootczenko | ZSRR              | 64,74 | x     | x     | x     | x     | x     | 64,74 |
| 7.   | Juan Martínez          | Kuba              | 64,26 | 60,48 | 61,36 | 61,30 | x     | 60,96 | 64,26 |
| 8.   | Art Burns              | Stany Zjednoczone | 62,76 | 62,38 | 63,22 | x     | x     | x     | 63,22 |
| 9.   | Knut Hjeltnes          | Norwegia          | x     | 62,26 | x     |       |       |       | 62,26 |
| 10.  | Mac Wilkins            | Stany Zjednoczone | 60,40 | 61,46 | 59,68 |       |       |       | 61,46 |
| 11.  | Ihor Duhineć           | ZSRR              | 59,76 | 60,44 | 56,50 |       |       |       | 60,44 |
| 12.  | Bradley Cooper         | Bahamy            | x     | x     | 58,70 |       |       |       | 58,70 |